# Амбухитумпуйна
Амбухитумпуйна (на малгашки: Ambohitompoina) е община (каоминина) в Мадагаскар, провинция Антанариву, регион Вакинанкарача, окръг Антанифуци. Населението на общината през 2001 година е 41 433 души.